# Lasse Rimmer
Lasse Rimmer Nielsen (født 26. marts 1972 i Aarhus) er en dansk standupkomiker, manuskriptforfatter og tv- og radiovært.
Efter sin debut som standupkomiker i 1993 har han siden udgivet fem oneman-shows; Nævenyttig (2010), Komiker (2012), Færre end tre (2019) og Virkelig? (2025). Startende ud som tv-vært på Jeopardy! (2000-2003), har han siden været radiovært på Morgenhyrderne (2003-2007), tv-vært på talkshowet Den Blinde Vinkel (TV 2, 2011-2012), Forklaring Følger, Krejlerkongen (TV 2 Fri, 2015-2025) og Stormester (TV 2, 2018-).  
Som manuskriptforfatter var han en del af komikerholdet bag sketchprogrammet Casper & Mandrilaftalen og Live fra Bremen. 
Han fik i 2005 tilnavnet "Danmarks klogeste komiker", efter at hans IQ blev målt til 156 i et tv-program.

## Uddannelse
Lasse Rimmer blev født den 26. marts 1972 i Aarhus som søn af Kirsten 'Kisser' Rimmer, præst, og Mogens Rimmer Nielsen, folkeskolelærer. Som barn brugte Rimmer meget tid på sin Commodore 64, hvor han programmerede koder og han havde overvejelser om at skulle uddanne sig indenfor produktion af computerspil. Han blev student fra Greve Gymnasium (omkring 1991) og overvejede efterfølgende at studere teologi og blive præst. Han påbegyndte studier på både RUC og KU: dramaturgi, derefter filmvidenskab, men færdiggjorde det aldrig. Dertil kommer et mislykket forsøg på at blive optaget ved teaterskolen.

## Karriere

### Standup
Rimmer debuterede som standupkomiker 15. juni 1993 på Café Din's i København og deltog i DM i Stand-Up samme sted i oktober samme år. Han kvalificerede sig til finalen uden dog at blive placeret i top tre.
Han medvirkede for første gang i velgørenhedsshowet Talegaver til Børn i 1994 og var senere vært på samme show i jubilæumsårene 2002 (med Lars Hjortshøj) og i 2007 (med Carsten Bang).
I februar til april 2003 var Rimmer og Mikael Wulff initiativtagere til standupshowet Fem på flugt en landsdækkende turné afrundet af en række optrædener i Cirkusbygningen i København. Ud over Wulff og Rimmer medvirkede Carsten Bang, Omar Marzouk og Sebastian Dorset. Sidstnævnte som showets vært. Rimmer blev to gange (umiddelbart efter fødslen af hans første datter) afløst af Thomas Wivel . En dvd-udgivelse af Fem På Flugt solgte senere guld.
I 2019 udkom Rimmers tredje oneman-show Færre end tre. For sit show blev han nomineret til prisen som "Årets komiker" med ZULU Comedy Galla i 2019.
I juni 2024 blev det rapporteret at Rimmer skulle på turne i 2025 med sit sjette oneman-show Virkelig?. Rimmer optrådte med showet ni gange fra maj til juni 2025 steder rundt om i Danmark.

### Radio
Den 18. november 2003 debuterede Rimmer som radiovært med lanceringen af morgen-radioprogrammet Morgenhyrderne på den nyopstartede radiokanal Radio 100FM. Rimmer var vært sammen med Andrea Elisabeth Rudolph og Lars Hjortshøj på programmet, der blev sendt mellem kl. 6 og kl. 9.20 på hverdage. Sammen med Hjortshøj og Rudolph modtog Rimmer ‘Årets Ærespris 2005’ (Dansk Radiopris) ved branchekonferencen Radio Days for Morgenhyrderne. Tabloidavisen B.T. offentliggjorde den 26. februar 2007 resultatet af en rundspørge blandt 1206 danskere foretaget af Analyse Danmark. De udpegede Rimmer som Danmarks mest populære radiovært med 9.1% af stemmerne foran Nis Boesdal og Mads Steffensen begge med 8.4% af stemmerne.  I september 2007 annoncerede Radio 100FM at programmet ville blive nedlagt, og programmet blev sendt for sidste gang den 28. september 2007 med Rimmer, Signe Muusmann og Simon Jul som værter.
Den 23. juni 2008 annoncerede Radio 100FM, at Morgenhyrderne vendte tilbage som program i august, hvor også Rimmer ville vende tilbage som vært på programmet. Programmet blev relanceret den 18. august 2008, hvor Rimmer var vært sammen med Charlotte Vigel og Jacob Wilson. Rimmer forlod jobbet igen den 11. september 2009.

### TV
Fra 1995 til 1998 skrev  Rimmer tekster til forskellige tv-programmer for komikerkollegaerne Mette Lisby, Timm Vladimir og Gordon Kennedy på DR1, TV 2 og TV3. Han skrev og speakede også for En Sjov Halv Time, en række hjemmevideo-programmer på TV3 med skuespilleren Lise Lotte Lohmann som vært.
I december 1998 henvendte Casper Christensen sig til Rimmer med et tilbud om sammen at udtænke det program, der blev til DR2s Casper & Mandrilaftalen. De indlemmede Frank Hvam som holdets tredjemand, og snart efter kom en aftale i stand om også at bruge Christensens mangeårige samarbejdspartner Lars Hjortshøj.
I knap fire år (fra januar 2000 til november 2003) var Rimmer vært på TV 2's quizprogram Jeopardy!. Samtidigt skrev han manuskripter til fire episoder af komedieserien Langt fra Las Vegas (Det sidste ord, Don't Wanna Lus You Now, Tino, Gunnar og en hel krukke bolsjer og Kammeratstolen) og stod sammen med Mikael Wulff for den programidé, der blev til DR2's Perforama, seks mockumentary-programmer med Anders Matthesen i forskellige bærende hovedroller. Hverken Wulff eller Rimmer medvirkede i den konkrete produktion af programmerne.
Den 10. september 2005 deltog Rimmer som én ud af ti kendte danskere i TV 2's program Test Nationen, en tv-transmitteret IQ-test, hvor han fik målt den højeste intelligenskvotient på 156 blandt de i alt 262 deltagere i studiet. Han fik herefter tilnavnet som "Danmarks klogeste komiker". Han udtalte i 2019, at hans IQ siden var blevet målt til 160, hvilket placerer ham i den øverste 0,2% af den danske befolkning.</ref>
Han var desuden vært på 10 udgaver af det populærvidenskablige quizprogram Er Du Rigtig Klog? i foråret 2006.
I 2007 og 2008 medvirkede han lejlighedsvis i DR2's kulturprogram Smagsdommerne.
Den 25. september 2009 begyndte det danske sketchshow Live fra Bremen, hvori Lasse både medvirkede som vært og var medforfatter.
Hans talkshow Den Blinde Vinkel afløste Casper Christensens talkshow ALOHA! fra og med d. 18 februar 2011.
Rimmer har også været vært på Forklaring Følger på Discovery Channel. Fra 2015 og fremefter har Rimmer været vært på Krejlerkongen på TV2 Fri, hvor forskellige kendte mennesker skal gætte prisen på antikviteter og loppefund.
I 2022 medvirkede han i Fuhlendorff og de skøre riddere, hvor han spillede en præst i en fantasyverden, hvor to andre komikere var på en mission for Christian Fuhlendorff.
I 2024 deltog Rimmer i Prime Videos underholdningsprogram Roasted - verdens sjoveste ferie. Han deltog i programmet sammen med Linda P, Simon Talbot, Tobias Dybvad og Ane Høgsberg.
Rimmer har siden 2018 været vært på TV 2s underholdningsprogram Stormester.

### Film
I Ole Bornedals spillefilm Fri os fra det onde, der blev optaget i maj og juni 2008, spilles den ene hovedrolle, Johannes, af Rimmer. I andre roller ses blandt andre Jens Andersen, Henrik Prip og Lene Nystrøm. Den modtog dog ikke særlig gode anmeldelser, og Rimmers rolle "hverken [ragede] op eller falder igennem".
Derudover har han blandt andet også lagt stemme til animationsfilmen Rejsen til Saturn og den danske version af Hr. Peabody & Sherman.

### Teater
I 2013 medvirkede Rimmer i forestillingen Robin in the Hood på Nørrebro Teater sammen med sangeren Wafande, danserne Sonic og Christel Stjernebjerg.

### Podcast
I 2014 startede han podcasten Verdens Bedste Filmklub, hvor han sammen med Michael Schøt, Jakob Svendsen og Jonas Schmidt begyndte at se de 250 bedst ratede film fra IMDb og taler om den bagefter. I anden sæson blev Jonas Schmidt skiftet ud med Mark Le Fêvre. Podcasten er indtil videre kun produceret i to sæsoner med sammenlagt 17 afsnit.

## Privatliv
Rimmer var gift med Lene Dahlquist fra 2001 til 2007. Parret har sammen to døtre; Pippi Alberte (f. 2003) og Hedvig Betty (f. 2007). Parret blev skilt i 2007.
I 2008 indledte han et forhold til den 17 år yngre Nanna Heisel. Heisel havde kontaktet Rimmer over Facebook, hvilket udviklede sig til et forhold. Parret brød med hinanden i januar 2015. I en kort periode datede han bloggeren Nikita Klæstrup, der er 20 år yngre end ham.
I 2015 indledte Rimmer et forhold med den 20 år yngre Line Hoffmeyer Lauridsen, blogger og influencer. Hoffmeyer havde kontaktet Rimmer efter hun havde overværet studieoptagelser, hvor Rimmer medvirkede, og hun tog kontakt under dække af at have spørgsmål til en universitetsopgave. Parret indledte et forhold og de flyttede sammen et år senere, og i november 2017 blev det annonceret at de var blevet forlovet. Parret blev borgerligt viet i Aarhus’ Japanske Have den 24. august 2019. I 2021 annoncerede parret, at de skulle skilles. I 2022 fandt de kortvarigt sammen igen, hvorefter de forlod hinanden. I 2023 fandt de sammen igen og flyttede sammen igen.
I april 2024 blev det rapporteret at Rimmer skyldte 4,1 millioner kroner i skat, og at gældsstyrelsen heraf havde taget udlæg i Rimmers hus og bil. Rimmer udtalte selv om sagen i sin podcast Elefanten i rummet at han ikke havde forsøgt at snyde SKAT, men havde levet over evne i de foreløbende 12 år, hvor han kun havde betalt 75 til 80% af den skat, han skulle. Han begrundede dette med at han var "økonomisk rodehoved" og "en klovn". Rimmer udtalte at 2/3 af beløbet af beløbet var manglende betalt skat, og 1/3 var strafrenter.

## Filmografi

### Film
| År   | Titel                             | Rolle                         | Noter                    |
| ---- | --------------------------------- | ----------------------------- | ------------------------ |
| 2008 | Rejsen til Saturn                 | TV Journalist & Gert (stemme) |                          |
| 2009 | Fri os fra det onde               | Johannes                      | Ole Bornedals spillefilm |
| 2011 | Jensen & Jensen                   | Kong Frederik (stemme)        |                          |
| 2014 | Hr. Peabody & Sherman             | Hr. Peabody (stemme)          |                          |
| 2014 | Flyvemaskiner 2: Redningsaktionen | Cad Spinner (stemme)          |                          |

### TV
| År        | Titel                                    | Rolle                            | Noter      |
| --------- | ---------------------------------------- | -------------------------------- | ---------- |
| 1997      | Vladimir og Kennedy                      |                                  |            |
| 1997-2011 | Stand-up.dk                              |                                  |            |
| 1999      | Casper & Mandrilaftalen                  |                                  |            |
| ukendt år | 80 års fødselsdagen                      |                                  |            |
| 2000-03   | JEOPARDY!                                | Vært                             |            |
| 2001-10   | Hvem vil være millionær?                 |                                  | 6 episoder |
| 2002-03   | Langt fra Las Vegas                      |                                  |            |
| 2009-10   | Live fra Bremen                          | Oplæser på Nyhederne sådan cirka |            |
| 2011      | Til middag hos...                        |                                  |            |
| 2011-12   | Den Blinde Vinkel                        | Vært                             |            |
| 2015      | Jeg er en celebrity - få mig væk herfra! |                                  |            |
| 2015-     | Krejlerkongen                            | Vært                             | TV2 Fri    |
| 2018-     | Stormester                               | Vært                             | TV2        |
| 2022      | Fuhlendorff og de skøre riddere          | Præst                            | TV2 Zulu   |

### Standup-shows
- Fem på flugt (2003, med andre)
- Nævenyttig (2010)
- Komiker (2012)
- Færre end tre (2019)
- Virkelig? (2025)